# Пітер Пірс
Пітер Пірс (ім'я повністю Пітер Невілл Льюард Пірс, англ. Peter Neville Luard Pears; 22 червня 1910 — 3 квітня 1986) — британський співак (тенор).
Закінчив Кебл-коледж у складі Оксфордського університету, потім служив органістом в іншому навчальному закладі у складі Оксфорда, Хертфорд-коледжі. Дебютував як камерний співак у 1933 році в Лондоні, де і продовжував працювати. Протягом 1934—1937 років співав у хорі Бі-Бі-Сі, у 1936—1938 рр. — у хорі колективу «Нові английські співаки».
У 1943—1948 працював в театрах Седлерс-Уеллс (Sadler's Wells) і Ковент-Гарден, з 1947 в Англійській опері (English Opera Group). У 1974 р. дебютував в Метрополітен-опера в партії Ашенбаха («Смерть у Венеції»).
Пірс був супутником життя композитора Бенджаміна Бріттена з 1936 року, коли вони познайомилися, і до смерті Бріттена у 1976 році. Їх перший спільний виступ (Бріттен зазвичай акомпанував Пірсу на фортепіано) відбувся у 1937-му; у 1942 році було видано їх перший спільний запис (бріттенівські «Сім сонетів Мікеланджело»). Пірс став першим виконавцем усіх основних тенорових партій в творах Бріттена, у тому числі головних партій в його операх, які створювалися з урахуванням особливостей голосу Пірса. Крім того, Пірс був популярним як виконавець пісень Шуберта, також у супроводі Бріттена.
З 1970 року був президентом Об'єднаного товариства музикантів. 1978 року був зведений в лицарський сан.

## Особисте життя
Після смерті Бріттена Пірс, з яким Бріттен прожив 30 років у одностатевих стосунках, розповідаючи про їх щасливий шлюб, зізнавався: «Він любив мій голос і любив мене».